# Phacussa henryi
Phacussa henryi är en snäckart som först beskrevs av Suter 1899.  Phacussa henryi ingår i släktet Phacussa och familjen Charopidae. Inga underarter finns listade i Catalogue of Life.